# (251018) Liubirena
(251018) Liubirena est un astéroïde de la ceinture principale.

## Description
(251018) Liubirena est un astéroïde de la ceinture principale. Il fut découvert le 16 août 2006 à Androuchivka par l'observatoire astronomique d'Androuchivka. Il présente une orbite caractérisée par un demi-grand axe de 2,45 UA, une excentricité de 0,20 et une inclinaison de 1,4° par rapport à l'écliptique.

## Compléments